# 台15線
台15線（たいじゅうごせん）は、新北市淡水区から新竹市香山区に至る台湾省道であり、途中の竹圍海口橋付近で分岐し、台61線との交差点に至る台15甲支線がある。

## 概要
- 全長：81.365Km
- 起点：新北市淡水区（台1線の交差地点）
- 終点：新竹市香山区（台61線の交差地点）
- 経由地：

## 歴史
| 年 | 月日 | 事跡 |
| -- | ---- | ---- |

## 通過する自治体
- 新北市
  - 淡水区 - 八里区 - 林口区

- 桃園市
  - 蘆竹区 - 大園区 - 観音区 - 新屋区

- 新竹県
  - 新豊郷 - 竹北市

- 新竹市
  - 香山区

## 接続する道路
- 快速公路
  - 八里IC
  - 八里IC
  - 觀音IC
  - 南寮IC
  - 浸水橋IC

## 支線

### 甲線
桃園市大園区の台61線との交差点を起点とし、同市同区の台15本線との交差点（竹圍海口橋付近）を終点とする支線道路である。全長1.733Km。「西濱連絡道」の別称である。